# 聖喬治主教座堂 (林堡)

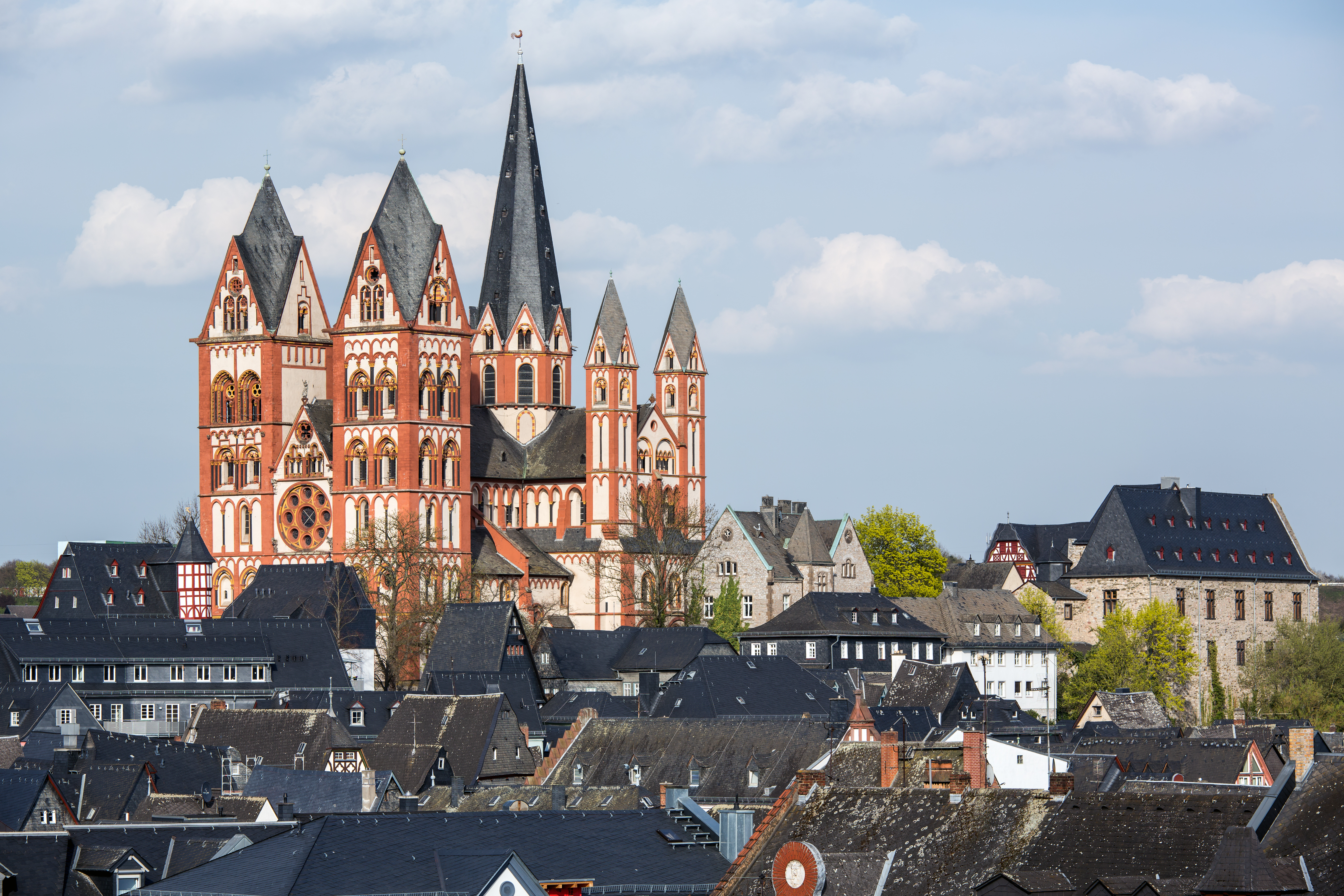

聖喬治主教座堂（Georgsdom）位于德国黑森州兰河畔林堡的河畔高地，是天主教林堡教区的主教座堂，供奉聖喬治。这是一座精美的罗曼式建筑。

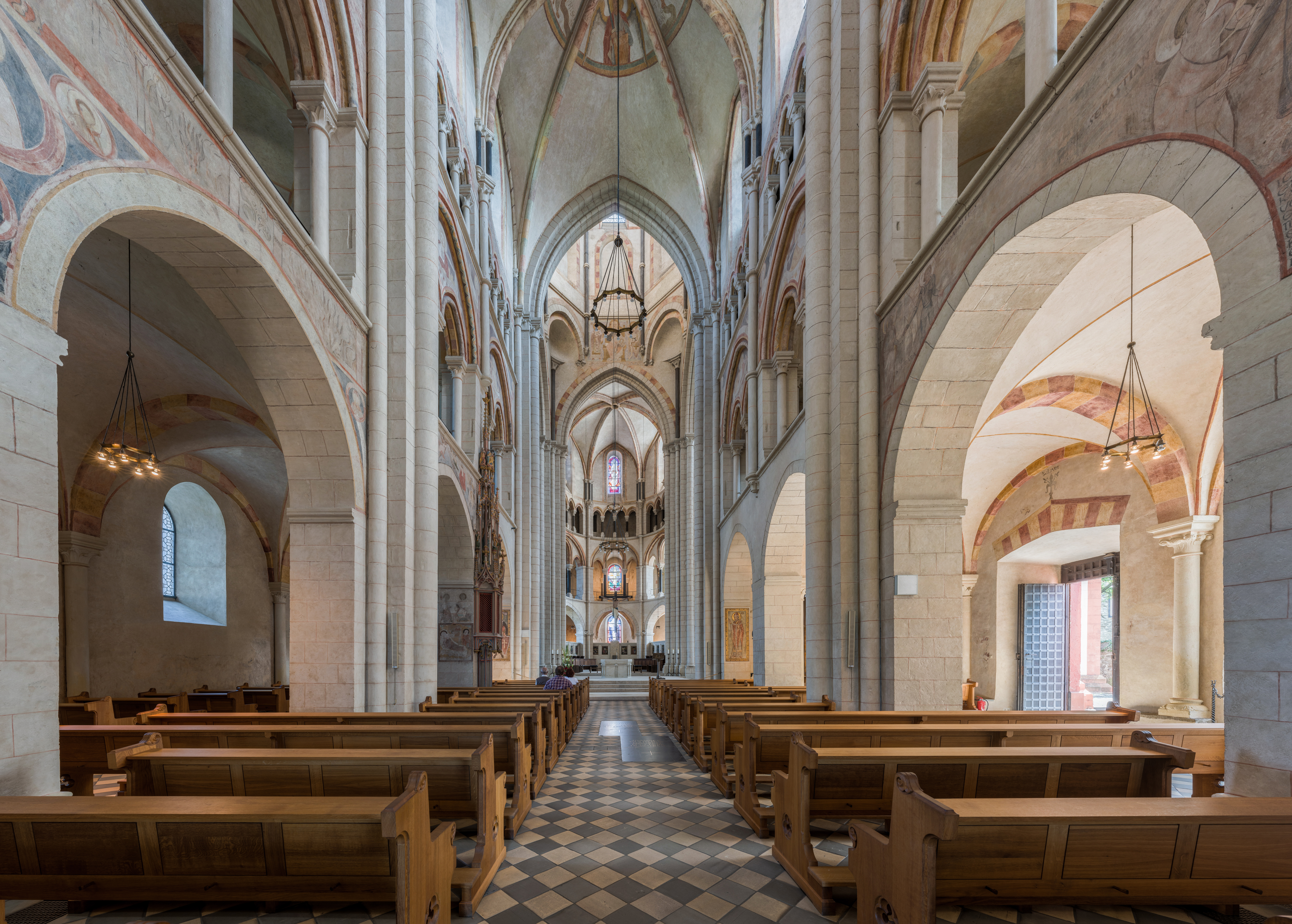
内部